# Ндиум
Ндиум (фр. Ndioum) — город и коммуна на севере Сенегала, на территории области Сен-Луи. Входит в состав департамента Подор.

## Географическое положение
Город находится в северной части области, на левом берегу одного из рукавов реки Сенегал, на расстоянии приблизительно 342 километров к северо-востоку от столицы страны Дакара. Абсолютная высота — 11 метров над уровнем моря.

## Население
По данным переписи 2002 года численность населения Ндиума составляла 12 407 человек.
Динамика численности населения города по годам:
| 1976 | 1988 | 2002   | 2010   |
| ---- | ---- | ------ | ------ |
| 4276 | 3924 | 12 407 | 17 600 |

## Транспорт
Ближайший аэропорт расположен в городе Подор.